# Abdoulaye Djimdé
Abdoulaye Djimdé est un scientifique malien, professeur agrégé de microbiologie et d'immunologie au Mali. Il travaille sur l’épidémiologie génétique de la résistance aux médicaments antipaludiques (en) et il est membre international du Wellcome Sanger Institute. Il est chef de l’unité d’épidémiologie moléculaire et de résistance aux médicaments du Centre de recherche et de formation sur le paludisme de l'Université de Bamako.

## Formation
Djimdé obtient un doctorat en pharmacie en 1988 à l'université de Bamako. Il ouvre sa propre pharmacie et se rend compte que les gens ont besoin de méthodes plus efficaces pour traiter le paludisme. Il commence à faire du bénévolat avec Ogobara Doumbo au nouveau centre de recherche et de formation sur le paludisme, et déménage à l'Université du Maryland, dans le comté de Baltimore, pour terminer un doctorat. Il travaille avec les National Institutes of Health et identifie le premier marqueur moléculaire du paludisme résistant à la chloroquine,. Au cours de son doctorat, il rejoint la Société américaine de médecine tropicale et d'hygiène (en).

## Recherche et carrière
En 2005, Djimdé reçoit une bourse du Howard Hughes Medical Institute. Il est membre du Wellcome Sanger Institute. Il travaille à l'Université de Bamako, où lui et son groupe de recherche tentent d'identifier comment la variation du génome de Plasmodium falciparum et d'Anopheles gambiae contribue à la propagation du paludisme. Il est impliqué dans plusieurs collaborations au sein du Medical Research Council Center for Genomics and Global Health, notamment MalariaGEN et le Plasmodium Diversity Network Africa (PDNA),,. Le PDNA connecte 11 pays d'Afrique subsaharienne, aidant ainsi les scientifiques africains à collaborer et à influencer la politique mondiale de santé.
Djimdé contribue à la création du Réseau mondial de résistance antipaludique et siège au conseil consultatif. En 2012, il est nommé professeur agrégé de parasitologie et microbiologie à l'université de Bamako. Il est directeur du développement de l'excellence en matière de formation en leadership et en génétique pour l'élimination du paludisme en Afrique subsaharienne (DELGEME). DELGEME forme des diplômés, des postdoctorants et des boursiers en bio-informatique et génomique du paludisme. Il coordonne les essais cliniques d'antipaludiques en Afrique de l'Ouest,. Il ouvre la voie au pyramax (en), dont il montre qu'il peut être utilisé pour traiter plusieurs épisodes de paludisme.
Il est apparu dans l'émission de radio Elsevier Malaria Nexus.

### Prix et distinctions
En 2001 il est décoré de l’Ordre national du Mali.
En 2002 il reçoit le Prix de la Fédération des sociétés européennes de médecine tropicale et de santé internationale pour la lutte contre le paludisme. Il est Boursier international 2005 du Howard Hughes Medical Institute .
En 2009 l'Académie nationale de pharmacie de France lui décerné le Prix de la Pharmacie Francophone,.
En 2018 il devient membre de l'Académie des Sciences du Mali .